# Beninbi-Nationalpark
Der Beninbi-Nationalpark (englisch Beninbi National Park) ist ein 26 Quadratkilometer großer Nationalpark in Queensland, Australien.

## Lage
Er liegt in der Region Wide Bay-Burnett im Hinterland der Sunshine Coast etwa 215 km nordwestlich von Brisbane und 130 km südwestlich von Hervey Bay. Die nächstgelegene Stadt ist Gayndah. Von hier erreicht man den Park über den Burnett Highway in südliche Richtung. Nach etwa 30 Kilometern verläuft der Highway im Abstand von 6 Kilometern entlang der östlichen Parkgrenze. Auf befestigten Wegen gelangt man in den Park, es sind allerdings keine Besuchereinrichtungen verfügbar. Der Barambah Creek, ein Nebenfluss des Burnett River, bildet die Ostgrenze des Parks.
In der Nachbarschaft liegen die Nationalparks Woroon, Ban-Ban, Nangur und Mount-Walsh.

## Flora
Der Nationalpark schützt bis zu 400 Meter hoch gelegenen, trockenen Regenwald und offenen Eukalyptuswald.
Im Nationalpark ist Notelaea pungens heimisch, eine gefährdete Art aus der Pflanzenfamilie der Ölbaumgewächse. Daneben gibt es zahlreiche Arten von Süßgräsern, Hülsenfrüchtlern, Myrtengewächsen, Grasbaumgewächsen, zum Beispiel Black-anther Flax-lily (Dianella revoluta) und Spargelgewächsen.